# Ассоциация средиземноморских университетов
Ассоциация средиземноморских университетов (итал. Unione delle Università del Mediterraneo, UNIMED) включает в себя университеты стран Средиземноморского бассейна (или имеющих интересы в Средиземноморском регионе). Главный офис находится в Риме.

## Правление
- Президент: Профессор Абдеррауфа Махбули (Тунисский Университет/Тунис)
- Вице-президент: Профессор Доменико Лафорджеа (University of Salento — Лечче/Италия)
- Генеральный секретарь: Профессор Франко Рицци (Roma Tre University — Рим/Италия)

## Университеты, члены UNIMED
| Страна                | Университет |
| --------------------- | --- |
| Албания               | Тиранский университет Американский университет Тираны Университет Александра Моисси |
| Алжир                 | Университет Абу Бакр Белькаида Университет Аннабы Университет Алжира Университет Беджаи Университет Бискры Университет Блиды Университет Константины Политехническая школа архитектуры и градостроительства Мостаганемский университет Университет Орана Университет Сетифа II Университет Тизи-Узу Университет Эль-Уэда |
| Греция                | Афинский университет Университет Пантеон |
| Египет                | Арабская академия наук, технологий и морского транспорта Александрийский университет Каирский университет Даманхурский университет Университет Мадинат-эс-Садата |
| Израиль               | Университет имени Бен-Гуриона Еврейский университет в Иерусалиме Тель-Авивский университет |
| Иордания              | Амманский университет Университет Ахль аль-Байт Хашемитстский университет Иорданский университет Иорданский университет наук и технологий Прикладной университет Эль-Балки Технологический университет принцессы Сумайи Акабский технологический университет |
| Ирак                  | Дахукский университет Дахукский политехнический университет Средний технический университет Васитский университет |
| Испания               | Мадридский университет Комплутенсе Университет Кордовы Барселонский университет Гранадский университет Университет Валенсии |
| Италия                | Римский университет Ла Сапиенца Университет Кампаньи Луиджи Ванвителли Третий университет Рима Университет Бари Болонский университет Университет Камерино Катанийский университет Университет Перуджи для иностранцев Мессинский университет Университет Модены и Реджо-нель-Эмилии Университет Молизе Неаполитанский университет имени Фридриха II Падуанский университет Университет Палермо Университет Перуджи Университет Рима имени Папы Пия V Университет Реджо-ди-Калабрии Университет Салентины Университет Сассари Университет Терамо Туринский университет Урбинский университет Университет Габриэле д’Аннунцио Международный университет Рима Университет Пегаса |
| Кипр                  | Кипрский технологический университет Кипрский университет Американский университет Гирне |
| Ливан                 | Ливанский университет Университет святого Духа в Каслике |
| Ливия                 | Университет Аззайтуны Мисуратская академия Ливийский международный медицинский университет Университет Эль-Джуфры Эль-Мегрибский университет Университет Гарьяна Сабратский университет Сабхский университет Сиртский университет Университет Триполи Эз-Завийский университет |
| Мальта                | Мальтийский университет |
| Марокко               | Университет Кади Ийяда Университет Хассана Второго в Касабланке Университет Ибн-Зор Рабатский университет Мохаммеда V |
| Государство Палестина | Университет Аль-Азхар (Газа) Национальный университет Ан-Наджи Вифлеемский университет Бирзейтский университет Хевронский университет |
| Португалия            | Авейрусский университет Университет Эворы |
| Словения              | Университет Словенского Приморья |
| Сирия                 | Университет Аль-Баас Университет Дамаска Университет Тишрин Университет Халеба |
| Тунис                 | Карфагенский университет Тунисский университет Эль-Манара Тунисский университет Сфаксский университет Сусский университет |
| Турция                | Босфорский университет Стамбульский университет Айдына Манисский университет Джалал Баяр Университет Сулеймана Демиреля Ближневосточный технический университет |
| Финляндия             | Университет Тампере |
| Франция               | Университет Монпелье Университет Париж VIII Университет Экс-Марсель Руанский университет Университет Страсбурга |
| Черногория            | Университет Черногории |